# Louis Noilou
Louis Noilou, né le 27 août 1902 à Saint-Symphorien (Indre-et-Loire) et mort le 28 décembre 1982 à Saint-Laurent-du-Var (Alpes-Maritimes), est un homme politique français.

## Détail des fonctions et des mandats
Mandat parlementaire
- 20 décembre 1971 - 1er avril 1973 : Député de la 6e circonscription des Alpes-Maritimes